# Otto Gratzki
Otto Ernst Albert Gratzki (* 14. April 1895 in Tafelbude; † 28. August 1976 in Delmenhorst) war ein deutscher Lehrer, der Widerstand gegen den Nationalsozialismus geleistet hat.

## Leben und Ausbildung
Otto Gratzki wurde am 14. April 1895 in Tafelbude nahe Osterode in Ostpreußen geboren. Er lebte gemeinsam mit seinen Eltern und seinen beiden Geschwistern in ärmsten Verhältnissen. Um seine Eltern finanziell zu unterstützen, arbeitete er ab seinem zehnten Lebensjahr neben der Schule und verdiente jährlich zwischen 150 und 200 Mark. Von 1901 bis 1909 besuchte er die Volksschule in Tafelbude und schloss diese erfolgreich ab. Durch die Unterstützung seines Lehrers bekam er danach ein Stipendium, um sich von 1909 bis 1914 am Seminar für Präparanden in Osterode zum Volksschullehrer ausbilden lassen. Am 23. August, kurz nach Beginn des Ersten Weltkriegs, schloss er seine erste Lehrerprüfung ab.
Nach einer Verwundung kehrte Gratzki wieder in den Schuldienst in Ostpreußen zurück. Im November 1914 wurde ihm für seinen Kriegseinsatz das Eiserne Kreuz 2. Klasse verliehen. Nach Kriegsende trat Gratzki in die SPD ein und wurde 1919 für diese Kreistagsabgeordneter. 1921 legte er eine zweite Lehrerprüfung ab. Von 1923 bis 1924 besuchte Gratzki die Universität und die Handelshochschule Königsberg. 1924 wechselte er an die Handelshochschule Berlin und absolvierte dort verschiedene Ausbildungen. Vermutlich war er während dieser Zeit Mitglied im Deutschen Pazifistischen Studentenbund, den er in seiner Entnazifizierungsakte angab. Im Oktober 1925 schloss er seine Diplom-Handelslehrerprüfung ab, im Februar 1926 folgte die Diplom-Kaufmannsprüfung. 1928 bestand er die Technische Lehrerprüfung. Im Jahr 1929 zog Gratzki nach Delmenhorst, wo er als Handelsstudienrat an der Handelsschule tätig war.

## Widerstand gegen den Nationalsozialismus
1932 veröffentlichte Gratzki unter dem Pseudonym Ernst Seelemann ein volkswirtschaftliches Buch mit dem Titel „National-souveräne Volkswirtschaft, national-bedingte Waren-clearing-Weltwirtschaft“ (Verlag Gebrüder Wehner, Delmenhorst-Bremen), in dem er sich gegen die Autarkiebestrebungen und den sogenannten Vierjahresplan der Nationalsozialisten aussprach.
Für Gratzki bedeutete diese angestrebte Autarkie der Verzicht auf alle Annehmlichkeiten und jegliche importierten Waren, was für ihn einer Unterversorgung der Bevölkerung gleichkam. Stattdessen plädierte er für eine ausgeglichene Wirtschaft, in der möglichst viel importiert wird, damit auch möglichst viel exportiert werden könne. Mit dieser, von ihm als „nationale Volkswirtschaft“ betitelten, Politik sollte der Wohlstand auch langfristig gesichert werden können.

Durch diese Kritik geriet Gratzki jedoch bereits 1933 in den Blick der Gestapo. Er selbst formulierte das später wie folgt: 
„Ab 1933 begann für mich ein Trauerspiel. Die Gestapo ließ mich durch Beauftragte beschatten, die es nicht scheuten selbst auf das Dach zu klettern, um festzustellen, ob ich ausländische Sender abhöre. Mein Nachbar wurde beauftragt, auf jeden Besuch zu achten und den Radioempfang zu kontrollieren.“
 Da er sich weigerte, Mitglied in der NSDAP zu werden, wurde ihm der Unterricht im Fach Bürgerkunde verboten.  
Um seine Anstellung als Lehrer nicht gänzlich zu verlieren, trat Gratzki 1934 oder 1935 dem Nationalsozialistischen Lehrerbund (NSLV) bei. Ebenfalls 1934 trat er der Nationalsozialistischen Volksfürsorge (NSV) bei. Gegenüber seinen Schülern äußerte sich Gratzki jedoch auch nach 1933 negativ über die Nationalsozialisten. So deutete er 1937 vor seiner Schulklasse einen seiner Träume in der Art, „dass in 50 Jahren niemand mehr Heil Hitler sagen würde“. Auch das Sozialsystem des Staates kritisierte er vor seinen Schülern. Diese Äußerungen wurden als „staatsfeindliche Einstellung“ bewertet und mit einem strengen Verweis geahndet, eine geringe Strafe, wie vergleichbare Fälle zeigen.
Nach diesem Verweis achtete Gratzki offenbar darauf, nicht weiter aufzufallen, es sind zumindest für die nächsten Jahre keine weiteren Vorkommnisse dieser Art bekannt. In einer Beurteilung 1943 ist zu lesen, Gratzki gehöre „zu den Menschen, die eigensinnig auf ihrer falschen politischen Einstellung beharrten und den Anschluß an die Volksgemeinschaft verpaßt hätten“.
Dass diese Einschätzung nicht grundsätzlich falsch war, zeigt sich im Briefverkehr, den er mit seinem ehemaligen Schüler Bernhard Sanders pflegte. Sanders war bedrückt von seinen Erlebnissen beim Arbeitsdienst und verzweifelte immer mehr. Gratzki antwortete ihm am 10. August 1943 unter anderem, dass Sanders sich ein dickes Fell wachsen lassen müsse und von seinen Kameraden nicht viel zu erwarten habe. Diese würden nur nachdenken, aber vordenken, das könne niemand von ihnen.
Während des nun häufigeren Schriftverkehrs äußerte Gratzki sich nicht nur führerkritisch, sondern kritisierte auch immer wieder den Krieg.
Am 27. August 1943 schrieb er Sanders erneut, nachdem er erfuhr, dass einer seiner Freunde verhaftet wurde. In diesem Brief forderte er ihn auf, alle seine Briefe zu verbrennen und schlug vor, den Briefverkehr ab sofort über Sanders Eltern abzuwickeln. Außerdem sagte er sehr deutlich, dass sie ab sofort nicht mehr offen über Dinge schreiben könnten, von denen sie nicht wollten, dass die Gestapo sie liest.
Sanders kam dieser Aufforderung jedoch nicht nach und bewahrte alle Schreiben Gratzkis in seinem Spind auf. Nebenbei führte er auch ein Tagebuch, in dem er sich mit Gratzkis Briefen beschäftigte und seine Zweifel an einem Endsieg festhielt.
Das Tagebuch wurde schließlich auf seinem Schreibtisch in der Dienststelle des Reichsarbeitsdienstes gefunden. Sanders wurde angezeigt, festgenommen und sein Spind, in dem sich Gratzkis Briefe befanden, durchsucht. Die Polizei ließ sich bei den Ermittlungen gegen Gratzki Zeit. Als Strafe für Sanders wurde auf Zwangsversetzung zur Wehrmacht entschieden.
Im Januar 1944 stand Sanders bei Gratzki vor der Tür. Er erklärte, dass er fahnenflüchtig werden wolle. Gratzki schaffte es, ihn zunächst zu beruhigen und legte auch bei den Vorgesetzten des Flüchtigen ein gutes Wort für ihn ein. Im November 1944 wurde Sanders erneut verhaftet. Diesmal wurde er wegen Zersetzung der Wehrkraft zu fünf Jahren Gefängnis verurteilt, wobei die Strafe ausgesetzt wurde, um ihn erneut an die Front zu schicken, wo er starb.
Am 21. Januar 1944 wurde Otto Gratzki von der Gestapo festgenommen. Bis es zum Prozess kam, dauerte es noch einige Monate. Am 23. Januar 1945 wurde er wegen Wehrkraftzersetzung zum Tode verurteilt. Die Kosten des Verfahrens hatte, wie bei jedem dieser Urteile, der Verurteilte selbst zu zahlen.
Entgegen Adolf Hitlers Anordnung, solche Todesurteile innerhalb von drei Wochen zu vollstrecken, ließ man sich bei Otto Gratzki Zeit. 96 Tage lang wartete er im Zuchthaus in Brandenburg auf seinen Tod. Schließlich wurde er am 27. April 1945 von der Roten Armee befreit. Während seiner Zeit im Gefängnis hatte er nach eigenen Angaben jeden Tag von neuem mit seinem Leben abgeschlossen.
Wie Gratzki in den folgenden Monaten aus der sowjetischen in die britische Besatzungszone gelangte, ist nicht ganz klar. Angeblich hat er sich als französischer Gefangener ausgegeben, um wieder zurück nach Delmenhorst zu gelangen.

## Nachkriegsdeutschland
Am 23. Dezember 1945 füllte Gratzki in Delmenhorst den britischen Fragebogen zur Entnazifizierung aus, weil er als Stadtkämmerer arbeiten wollte. Am 5. Dezember 1947 wurde er der Kategorie 5 zugeordnet, da er nach eigenen Angaben ausschließlich Mitglied der NSV und im NSLV gewesen sei. Mit dieser Kategorisierung galt er als Entlasteter.
Bis 1949 behielt Gratzki die Anstellung als Stadtkämmerer. 1952 schließlich kam er aus seinem kurzzeitigen Ruhestand zurück und wurde wieder Lehrer in den Delmenhorster Handelslehranstalten. 1959 verabschiedete er sich endgültig in den Ruhestand.
Für die SPD war er auch nach dem Zweiten Weltkrieg wieder aktiv. So war er unter anderem von 1956 bis 1961 Ratsmitglied. 1961 gründete er gemeinsam mit einem weiteren SPD-Mitglied die Delmenhorster Unabhängige Wählergemeinschaft, nachdem ihm der Einzug in den Bundestag verweigert wurde und war für sie bis 1968 im Stadtrat tätig.
Am 28. August 1976 starb Otto Gratzki im Alter von 81 Jahren. Bestattet wurde er auf dem Städtischen Friedhof Bungerhof. Obwohl das Grab inzwischen aufgelöst worden ist, kann der Grabstein auch heute noch neben dem Eingangstor betrachtet werden.

## Ehrungen
In Delmenhorst wurde 2012 die Otto-Gratzki-Straße nach ihm benannt. Ein Porträt von ihm, gemalt von Josef Pollack, befindet sich im ersten Stock der Berufsbildenden Schulen I – Handelslehranstalten an der Richtstraße 26. Unter diesem Porträt ist eine Messingplakette angebracht, auf der ein Zitat Gratzkis steht:
„Wer sich zur Null macht, der macht die ‚Eins‘ sehr groß, wenn er sich dahinter stellt – und sind’s erst Millionen Nullen, dann wird die einfache Eins zum Herrgott, aber nicht deshalb, weil sie gottbegnadet ist, sondern infolge der vielen Nullen, die sich gern hinter die Eins stellen und dort Anlehnung suchen. Nur wenn die Eins sich mal (ver-)irrt, dann entdecken plötzlich die Nullen deren Minderwertigkeit und dann ist es aus – restlos aus!“